# Майорова, Лариса Юрьевна
Майорова Лариса Юрьевна — российский художник-график. Академик Российской академии художеств (2021).

## Биография
Родилась 15 января 1959 года в Москве.
После окончания средней школы в Красносельском районе столицы, она работала на Лианозовском электромеханическом заводе, а затем поступает на очное отделение Педагогического училища № 2.
Принимала участие в группе художников и специалистов Российской академии художеств по воссозданию Храма Христа Спасителя.
Творческий труд Майоровой Ларисы Юрьевны при восстановлении уникального Кафедрального собора Российской Православной Церкви был отмечен Патриархом Московским и всея Руси Его Святейшеством Алексием II медалью «Преподобного Сергия Радонежского» II степени.
Работы экспонировались в Российской академии художеств, выставочном зале «Тушино» (2019).
Произведения находятся в экспозиции отеля «Хеди» в Грузии.
Живёт и работает в Москве.

## Звания
- Член-корреспондент Российской академии художеств (Отделение дизайна, с 2018 года), академик Российской академии художеств (с 2021 года).
- Помощник Президента Российской академии художеств (с 1995 года)
- Член Творческого Союза художников России (2018)

Государственная и общественная деятельность:
- Работа в Германии (повышение квалификации, участие в Международной конференции Департамента юстиции) (1989—1994)

## Государственные и общественные награды и премии
- Почётная грамота Департамента культуры города Москвы (2015)
- Почётная грамота Министерства культуры РФ (2016)
- Серебряная медаль Патриарха Алексия II
- Памятный знак «75 лет битвы за Москву»

Награды Российской академии художеств
- Медаль «За заслуги перед Академией» (2013)
- Серебряная медаль РАХ (2019)